# Le Châtelain de Coucy
Le Châtelain de Coucy (en ancien français : Chastelain de Couci), aussi appelé Guy de Thourotte ou encore Guy Coucy, est le nom d'un trouvère picard du XIIe siècle auquel sont attribuées 24 chansons en langue d'oil, composées probablement entre 1188 et 1190 dont une quinzaine sont considérées comme authentiques.
On ne sait pas exactement quel est le châtelain de la puissante famille de Coucy qui se cache sous ce nom, mais on considère souvent qu'il s'agit de Guy de Tourotte, châtelain de la puissante forteresse de Coucy de 1186 à sa mort outre-mer en 1203, au cours de la Quatrième Croisade.
Le manuscrit de la fin du XIIIe  ou du tout début du  XIVe siècle d'un certain Jakèmes, Roumans dou chastelain de Couci et de la dame de Faiel, qui relate les tragiques amours de Renaut (Regnaut), châtelain de Coucy et de la Dame de Fayel, contient six chansons attribuées au Chastelain de Coucy. Ce texte a été édité et traduit pour la première fois en 1829 par Georges-Adrien Crapelet. Selon ce roman, Renaut, châtelain de Coucy, serait parti en croisade avec Richard Cœur de Lion en 1190 et serait mort en Palestine en 1192.
On l'a longtemps pris pour Raoul de Coucy. Mais ce Raoul de Coucy ne peut être, selon M. de Laborde, ni Raoul 1er, Sire (et non châtelain) de Coucy, mort en novembre 1191 devant Saint-Jean-d'Acre, ni Raoul II de Coucy (mort en 1250). Il serait, pour lui, Raoul, fils d'Enguerrand de Coucy, le frère de Raoul Ier de Coucy.
Le médiéviste Francisque Michel et d'autres depuis, ont contesté cette version, car, si le roman évoque un Renaut, le véritable châtelain de Coucy à la fin du XIIe siècle se nommait bien Gui. Il s'est croisé deux fois, en 1190 puis en 1198, et mourut en mer en 1203 lors de la quatrième croisade.

## Œuvres
Un manuscrit de l'ancien fonds du roi (no 7222) en cite douze :
- Je chantasse volentiers liement
- Combien que longue demeure
- A vous, amanz, plus qu'à nul autre gent
- Merci clamans de mon fol errement
- Li noviaus tens et mais et violete, une Chanson de croisade[14]
- L'an que rose, ne fueille
- Mout m'est bele la douce commençante
- La douce voiz du louseignol sauvage
- Quand voi venir le bel tans et la flour
- Quant li estez et la douce saisons
- A la douçour dou tans qui raverdoie
- En aventure commens

Le manuscrit du fonds de Paulmy (no 63) y ajoute :
- Ahi ! Amors, com dure départie
- Commencement de douce seson bele
- Mult ai esté longuement esbahis
- Nouvele amor où j'ai mis mon penser
- Par quel forfet et par quelle acheson (attribuée aussi à Roger d'Andely)
- Quant li rosignol jolis
- Tant ne me sais dementer ne conplaindre
- S'onques nus hons pour dure départie
- Bele dame me prie de chanter

Le manuscrit du fonds de la reine de Suède (bibliothèque du Vatican) en cite neuf, dont deux non citées ailleurs :
- Fine amour et boine esperance
- Bien cuidai vivre sans amour

mais attribue S'onques nus hons pour dure départie à Uges de Bresy et Ahi ! Amors, com dure départie à Quenes de Bietune.
Un autre manuscrit de l'ancien fonds du roi (no 7613) lui attribue d'autres textes :
- Belle dame bien aprisse
- Li plusour ont d'amours chanté (attribuée aussi à Gace Brulé)
- Autre que je ne seul faz mon chant (attribuée aussi à Monseigneur Gautier de Dargies)
- Si j'ai esté lonc temps hors du païs (attribuée aussi à Gautier de Dargies ou à Gace Brulé)
- Quand la saison du dous temps s'aséure (attribuée aussi au Vidame de Chartres)

La chanson Li noviaus tens et mais et violete, citée dans de nombreux manuscrits avec sa mélodie et particulièrement étudiée par Christopher Callahan, est incluse dans Le Roman de la Rose de Jean Renart (vv. 923-930), de même que Quant la sesons del douz tens s'asseure (vv. 4127-4133), dont la paternité du Châtelain de Coucy n'est pas certaine.